# حضرات
حضرات هي إحدى القرى اللبنانية من قرى قضاء المتن في محافظة جبل لبنان.